# نورث‌مور (میزوری)
نورث‌مور (به انگلیسی: Northmoor) یک شهر در ایالات متحده آمریکا است که در شهرستان پلت، میزوری واقع شده‌است. نورث‌مور ۰٫۶۲ کیلومتر مربع مساحت و ۳۲۵ نفر جمعیت دارد و ۲۵۴ متر بالاتر از سطح دریا واقع شده‌است.